# 白味噌雑煮
白味噌雑煮（しろみそぞうに）は日本の郷土料理。京都府、大阪府、和歌山県、香川県などで食される白味噌仕立ての雑煮である。

## 京都府

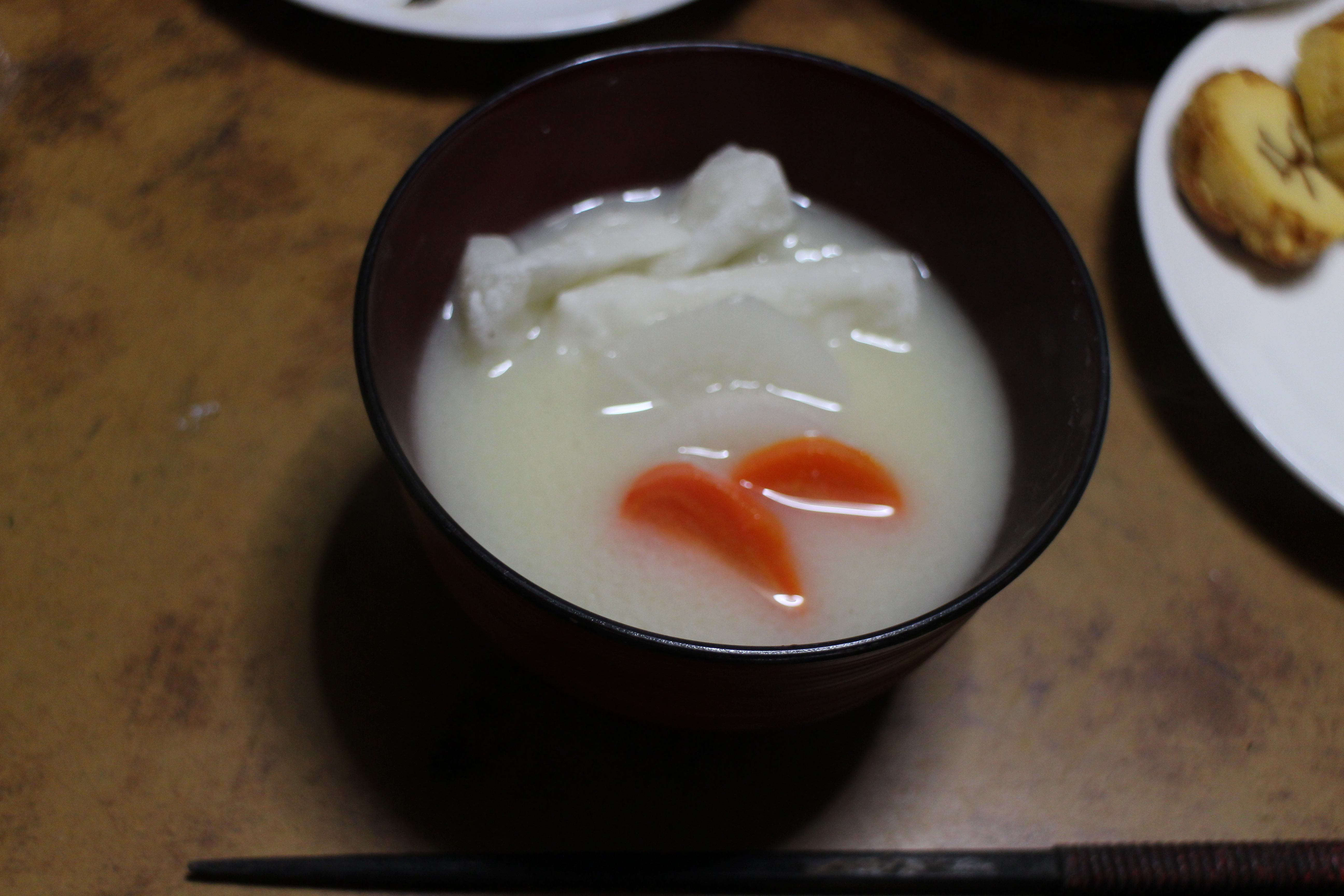
京都の雑煮の例

京都府で正月に食べられる雑煮は、丸餅を使用し、頭芋（サトイモの親芋）、ダイコン、金時にんじんなどが使用される白味噌仕立てである。餅は焼くこともあるが、白味噌の風味の邪魔になるとして茹でるほうが多い。
丸餅には円満と長寿の願いの意味があり、頭芋は子孫繁栄、立身出世の意味で、ダイコンは丸く輪切りにすれば円満で、亀甲型に切れば長寿の意味となる。金時にんじんの鮮やかな赤色は魔除けのためとされる。
白味噌は米麹を用いた味噌で、熟成期間が短く、塩分量が少なく甘口であるが日持ちしないため、比較的に裕福な家庭でのみ食されていた。正月三が日には各家庭で食べられる白味噌雑煮であるが、日常的に白味噌を食す習慣はなく、雑煮用に白味噌を仕込む家庭も少なくない。
かつては、前夜から根菜類を煮ておくことでうま味を引き出すという調理上の工夫もあった。

## 大阪府
大阪府で正月に食べられる雑煮は、丸餅を使用し、サトイモ（子芋）、ダイコン、ニンジンなどを使用する白味噌仕立てである。丸餅は焼かない。ダイコンやニンジンは輪切りにされるが、これには「角が立たず、円満に過ごせるように」という縁起を担ぐ意味もある。
室町時代には上流階級の祝いの席などで食されており、江戸時代になると庶民の間でも食されるようになった。大阪では甘い白味噌の人気が高いが、雑煮用には普段使う白味噌よりも上等な「雑煮味噌」を注文したり作ることも多い。また、普段、食する白味噌の味噌汁よりもダシを効かせて雑煮を作る。
大阪では元旦は白味噌仕立てで雑煮を食し、二日目は味を変えて醤油仕立てのすまし汁にする。これは「商い（あきない）」の街・大阪に由来した「飽きない（あきない）」ための風習とされる。
船場では元旦に白味噌、二日目を水菜入りのすまし汁を焼き餅で食べ、三日目にはぜんざいと日替わりで雑煮を食べるため商い雑煮とも呼ばれる。二日目に餅を焼くのは、かたくなってくる餅を手早く食べるには焼いてからのほうが早いという理由もある。

## 香川県
香川県では白味噌仕立ての雑煮に餡餅を乗せる。